# کبوتر دره
بنای تاریخی کبوتر دره مربوط به دوره سلجوقیان است و در شهرستان فیروزکوه، بخش ارجمند، روستای کبوتردره واقع شده و این اثر در تاریخ ۷ مهر ۱۳۸۱ با شمارهٔ ثبت ۶۳۴۶ به‌عنوان یکی از آثار ملی ایران به ثبت رسیده است.